# جواد سعد الدولة
جواد سعد الدولة، من مواليد 1856م، وتوفي بتاريخ 3 فبراير 1930م، وهو سياسي إيراني، تولى آخر رئيس وزراء بلاد فارس في عهد محمد علي شاه، وذلك في عام 1909م، أي مدة 66 يوم، حيث تولى جواد عدة مناصب، ومنها سفيراً لإيران في بلجيكا ووزيراً للخارجية.